# Claudio Isani
Claudio Isani (* 1941 in Rom; † 2001) war ein deutscher Kulturjournalist und Autor.

## Leben
Claudio Isani wurde 1941 als Sohn eines italienisch-deutschen Diplomaten-Ehepaars in Rom geboren. Er wuchs unter anderem in Wien auf, wo er Freundschaft mit dem österreichischen Liedermacher und Impresario André Heller schloss. Einen Teil seiner Schulzeit verbrachte er auf einem deutschen Internat.
In Berlin studierte Isani einige Semester Theaterwissenschaften, bevor er in den Journalismus fand. Er arbeitete für den Radiosender RIAS und kam 1973 zu der Westberliner Boulevardzeitung Der Abend, wo er 1978 Ressortleiter des Feuilletons wurde. Nachdem die Zeitung eingestellt worden war, wechselte Isani 1982 in gleicher Funktion zur Frankfurter Neuen Presse. Bedingt durch einen Wechsel in der Chefredaktion mitsamt Zusammenlegung der Ressorts Feuilleton und Wochenendbeilage zum Ressort Kultur und Service verließ Isani die Redaktion 1996.
Zuletzt wohnte und arbeitete er in dem Taunus-Ort Eppenhain. Einen zweiten Wohnsitz hatte er in Puttaparthi bei Bangalore (Indien). Dort besuchte er den Ashram des Gurus Sai Baba.
Claudio Isani war in erster Ehe mit der Ärztin Dr. Anemone Kleberger verheiratet, in zweiter Ehe mit der Stewardess und Yogalehrerin Sylvia Leela Tominski. Er starb nach schwerer Krankheit 2001 in Frankfurt.
1970 wurde Isani mit dem Ernst-Reuter-Preis ausgezeichnet.

## Schriften
- Föhn der Poesie. Suche nach gestern (1978). In: Ingrid und Helmut Kreuzer (Hrsg.): Über Hermann Lenz. Dokumente zu seiner Rezeption (1947-1979) und autobiographische Texte. Fink, München 1981, ISBN 978-3-7705-198-42. S. 186
- Himmel und zurück: Evangelium der reinen Menschen, Annapurna-Verlag, München, 2000 ISBN  3-93390105-7